# Хаджи-бек
Хаджи-бек (перс. حاجی بیگ‎ от араб. حَاج‎ —  «паломник»‎; XIV век) — крупный политический деятель Моголистана, военачальник, правитель полунезависимого улуса в Семиречье и на Тянь-Шане. Являлся ближайшим соратником первого хана Моголистана Туглук Тимура.
Киргизы входили в состав средневековых могулов, и играли большую роль в этом объединении. Предводители киргизов Хаджи-бек и его племянник Анга-торе играли в Моголистане не меньшую роль, чем дуглаты.Ж. Сабитов и Т. Акеров

## Происхождение
Согласно Шараф ад-дину Язди, Хаджи-бек арканут приходился дядей другому моголистанскому военачальнику Анга-торе.
Арканут — название племени и области (кошун, аймак) Моголистана, который встречается в источниках о Чагатайском улусе и Государства Тимуридов. Этноним арканут является одним из вариантов написания нирунского племени артакан. В переводе Джами ат-таварих Березина — артаканы указаны в форме арикан. По Уиллеру Тэкстону — ärigin, härigän.  Древнетюркское слово ärig означает «чистый», «безупречный», ср. с уйг. érigh / ئېرىغ  «чистый», «единственный» и с кирг. аруу «чистый», «миловидный».
Юрт Хаджи-бека и Анка-торе был расположен в долине реки Каратал в Семиречье. Как отмечал О. К. Караев, племя арканут по-видимому имели тюркское происхождения, однако их этноним не встречался в составе казахского и кыргызского народов.

## Поход в Мавераннахр

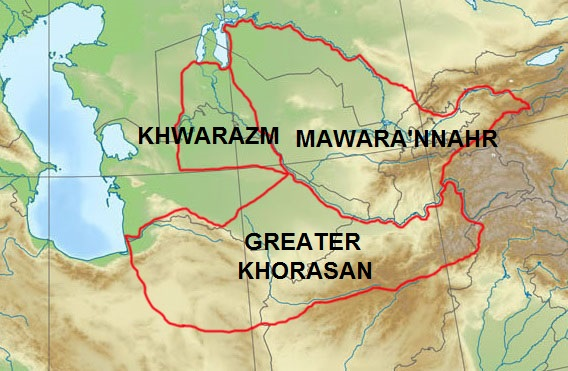
Территория Мавераннахра на карте

Пользуясь анархией в Мавераннахре, в 1360 году Туглук Тимур отправил в поход на чагатаев — Хаджи-бека арканута, Улуг-Тиктимура кереита и Бекчика канглы. Сам Хаджи-бек арканут являлся соратником Туглук Тимура.
Отряд, переправившись через Сырдарью, двинулся по направлению к Шахрисабзу. Расчёт Туглук Тимура на то, что враждующие между собой местные эмиры не окажут ему сопротивления, оправдался. Владетель Шахрисабза эмир Хаджи барлас бежал в Хорасан; другие эмиры добровольно подчинились моголам. Среди них эмир Тимур также выразил свою покорность моголам, за что получил в своё управление город Шахрисабз с уделом.
Но военачальники хана стали грабить местное население и из-за дележа добычи поссорились между собой. Узнав об этом, хан отстранил их от командования войсками. В ответ на это военачальники подняли мятеж и направились в ставку Туглук Тимур-хана. Так, безрезультатно закончился первый поход моголов в Мавераннахр.

## Завоевание Мавераннахра

Карта Чагатайского улуса

В 1361 году моголы вновь направились с войском в Мавераннахр. На этот раз Туглук Тимур подчинил себе всю территорию бывшего Чагатайского улуса.
Вся страна Мавераннахр уже была им захвачена и попала под его власть.автор хроники «Тарих-и Рашиди» Мухаммад Хайдар.
Эмир Хаджи барлас вновь бежал в Хорасан, эмир Тимур заявил о своей покорности и получил подтверждение на владение уделом города Кеш. В погоне за бежавшим эмиром Хусейном Туглук Тимур перешёл через Амударью и дошёл до Кундуза.

## Грязевая битва
Узнав о готовящемся нашествии моголов под началом Ильяс-Ходжи, правитель Мавераннахра Хусейн и его союзник Тимур решили выступить навстречу. Тамерлан разбил свой лагерь на берегу Чирчика, на полпути между Ташкентом и Чиназом. Его отряды (не меньше 17 отрядов-кошунов) образовали левый фланг. Его соратник Хусейн стоял на правом. Ильяс-Ходжа остановился у Канибадама. Во время битвы ливневый дождь превратил поле сражения в глиняное месиво, во время боя даже лошади увязали в грязи. 
Вероломство времени таково, что уже казавшееся близким счастье победы было унесено его ветром, враг победил, и эти обратились в бегство. Много людей осталось в месиве глины, и уже поникшие было враги, усилившись, стали рубить мечами. И там погибло 10 тысяч человек.автор хроники «Зафар-наме» Шараф ад-дин Язди.
В начале битвы эмир Тимур атаковал своим левым флангом правое крыло могольского войска, и разбил его, в результате чего, могольский хан Ильяс Ходжа обратился в бегство, но положение спас левый фланг могольского войска, которым командовали Хаджи-бек и Ширавул. Он обрушился на правый фланг чагатаев, центром которого командовал эмир Хусейн, и обратил его в бегство.